# Casta Paswan
I Paswan, conosciuti anche come Dusadh, sono una comunità Dalit dell'India orientale. Si trovano principalmente negli stati del Bihar, Uttar Pradesh e Jharkhand. La parola urdu Paswan significa guardia del corpo o "colui che difende". L'origine della parola, secondo la credenza della comunità, risiede nella loro partecipazione alla battaglia contro Siraj-ud-daulah, il Nawab del Bengala per volere della Compagnia britannica delle Indie orientali, dopo di che furono ricompensati con il posto di Chowkidars e lathi che brandiva esattore delle tasse per gli Zamindar. Seguono alcuni rituali come camminare sul fuoco per affermare il loro valore.

## Etimologia
I Paswan rivendicano la loro origine da una serie di personaggi popolari ed epici per cercare l'elevazione nel loro status sociale. Alcuni Paswan credono che abbiano avuto origine da Rahu, un sovrumano e uno dei pianeti della mitologia indù, mentre altri sostengono la loro origine da Dushasana, uno dei principi Kaurava. Anche le affermazioni sull'origine da "Gahlot Kshatriya" sono persistenti tra alcuni dei castemen, ma altri vedono tali affermazioni con disprezzo, poiché non amano essere associati ai Rajput.
È stato anche sostenuto da alcuni Bhumihar che i Paswan siano rampolli ibridi di matrimoni incrociati tra uomini e donne di due caste diverse. La comunità di Paswan rifiuta queste teorie e sostiene che l'origine del nome 'Dusadh' risieda in Dusadhya, che significa chi è difficile da sconfiggere.

## Storia
Sono stati considerati una comunità intoccabile. In Bihar, sono principalmente lavoratori agricoli senza terra e storicamente sono stati guardiani e messaggeri del villaggio. Prima del 1900, allevavano anche maiali, in particolare nell'Uttar Pradesh e nel Bihar. I paswan difendono l'occupazione dell'allevamento di maiali affermandola come una strategia per contrastare i musulmani. Affermano che, per proteggersi dai musulmani, le ragazze di Paswan indossavano amuleti fatti con ossa di maiali e tenevano i maiali alle loro porte, data l'animosità dei musulmani con i maiali. Dal momento che anche i Rajput del Rajasthan allevavano e cacciavano maiali selvatici, questo fatto è usato da loro per difendere questa occupazione che è corroborata dal fatto che dopo la fine del sistema Zamindari, l'occupazione tradizionale di servire come guardie non poteva fornire sussistenza per loro.
I Paswan sono stati anche storicamente associati ad attività marziali e molti combatterono per conto della Compagnia britannica delle Indie orientali durante il XVIII secolo nell'esercito del Bengala. Il censimento dell'India del 2011 per l'Uttar Pradesh ha mostrato che la popolazione di Paswan, classificata come una casta programmata, è di 230.593. Lo stesso censimento ha mostrato una popolazione di 4.945.165 in Bihar.
L'eroe popolare dei Paswan è Chauharmal. All'interno del folklore di Paswan, la storia di Chauharmal e Reshma è ben nota. Reshma, la figlia di un potente padrone di casa di Bhumihar, convince Chauharmal a sposarla contro la volontà di suo padre. Alla fine Chauharmal affronta il padre della sua amata e lo sconfigge, simboleggiando la vittoria della comunità sui loro oppressori Bhumihar. Altre versioni del racconto rifiutano questo messaggio di potere affermando che Chauharmal è nato in una famiglia di bramini in una nascita precedente mentre Reshma è nato come sua moglie.
Oltre a Chauharmal Baba, alcuni Dusadh adorano anche Gauriya Baba. Questo eroe popolare secondo le loro tradizioni orali è contemporaneo del dominio Mughal in India. Secondo il folklore era solito andare a cavallo e proteggere non solo i suoi membri della casta, ma anche gli altri indù, compresi i Rajput, dall'assalto dei soldati Mughal e dalle conversioni forzate all'Islam. Baba era solito seppellire la testa di maiale davanti alla sua casa che si trovava ai margini del villaggio. Poiché i maiali erano un anatema per i musulmani, proteggeva il villaggio dalle incursioni dei soldati Mughal che erano prevalentemente musulmani.